# 日落洞 (電視剧)
《日落洞》，是新加坡的一齣電視剧，於2014年4月25日首播。

## 剧情
剧集描述的是上一代的恩怨由两代人承担。因罗林集团的创办人在未成功前强暴了他朋友的妻子，并且杀死了她，最终與他自己的妻子一起将尸体埋起来。多年後，创办罗林集团。集团总监，也就是创办人的妻子買下當初埋在她丈夫杀死的女人的树胶园来发展渡假村，卻发现了那女人的骨骸，引发了一连串的风波。

## 外部連結
- 豆瓣电影上《日落洞》的資料 （简体中文）